# Поляков, Николай Петрович (книгоиздатель)
Никола́й Петро́вич Поляко́в (12 (24) января 1843, с. Верхняя Добринка Камышинского уезда Саратовской губернии — 10 (23) марта 1905, Санкт-Петербург) — российский издатель, просветитель. Дворянин. Соучастник движения «народничество».

## Биография
В 1860—1861 гг. учился на математическом отделении физико-математического факультета Санкт-Петербургского университета. В 1862—1864 сотрудничал с издательством Н. Л. Тиблена, участвовал в переводе соч. Г. Бокля «История цивилизации в Англии». Поддерживал контакты со многими участниками революционного движения 1860-х — нач. 1870-х.
Выиграв в лотерею 40 тыс. руб., занялся издательской деятельностью. Владел фирмами «Н. Поляков и Ко» (1865—1868), «Русская книжная торговля», «Издание Н. П. Полякова» (с 1869). Издавал переводы естественно-научных трудов, но с 1869 года стал сотрудничать с кружком «чайковцев» и издавать социально-политическую литературу, которую затем народники широко использовали для пропаганды в среде молодежи. Неоднократно подвергался цензурным взысканиям (за публикацию книг, посягающих на религиозное верование, принцип собственности и уважение к верховной власти), в частности в 1872—1874 гг. были отозваны 12 выпущенных им изданий. В результате, к концу 1874 года Н. П. Поляков был разорён, по ходатайству перед великим князем Александром Александровичем (будущий император Александр III), поддержанному К. П. Победоносцевым, 10 % убытков были компенсированы. Не сумев возродить собственную фирму, сотрудничал в 1875—1879 гг. с фирмой «А. Черкесов и Ко» и журналом «Знание».
Некоторые издания:
- Л. Блан «История Великой Французской революции». Т. 1. 1871 г.
- К. Маркс «Капитал» Том 1. в переводе Г. А. Лопатина, Н. Ф. Даниельсона и Н. Н. Любавина. 1872 г.
- В. В. Берви-Флеровский «Положение рабочего класса в России» 1869
- В. В. Берви-Флеровский «Азбука социальных наук» ч. 1—2. 1871
- А. П. Щапов «Социально-педагогические условия развития русского народа». 1870